# Buddy O'Grady
Francis David O'Grady, detto Buddy (New York, 19 gennaio 1920 – Freehold, 19 febbraio 1992), è stato un cestista e allenatore di pallacanestro statunitense, professionista nella NBL e nella BAA.